# Steindachnerina quasimodoi
Steindachnerina quasimodoi is een straalvinnige vissensoort uit de familie van de brede zalmen (Curimatidae). De wetenschappelijke naam van de soort is voor het eerst geldig gepubliceerd in 1989 door Vari & Williams Vari.